# Cave Carson
Cave Carson es un personaje ficticio, publicado por la editorial DC Comics, creado por France Herron y Bruno Premiani, debutó en las páginas de la historieta Brave and the Bold Vol. 1 #31 (septiembre de 1960), es un personaje caracterizado por estar muy asociado a las aventuras de los Challengers of the Unknown, además, Carson se también es conocido por ser un aventurero espeleólogo.

## Historia sobre la publicación y biografía del personaje ficticio
Los Challengers of the Unknown eran un cuarteto de aventureros de ciencia ficción, que habían creados por Jack Kirby. Cuando debutaron en 1957, y con rotundo éxito comercial, lograron generar nuevos personajes de ciencia ficción: entre ellos, se destacan Cave Carson y Rip Hunter. Hunter sería el más exitoso entre los dos. A diferencia de otras agrupaciones similares, como se han dado a conocer, Rip perteneció a un equipo que formó parte, el denominado Time Masters (Los Amos del Tiempo) y otro denominado los Demonios Marinos, sin embargo, en el caso de Cave Carson y su equipo, nunca consiguieron su propio título hasta ese momento.
El grupo aparecería oscasionsalmente como personajes centrales en sus propias historias para la revista de historietas Brave and the Bold Vol. 1 #31-33, 40 y 41. posteriormente aparecería en la revista de historietas Showcase Vol. 1 #48, #49, y #52 respectivamente. Las historias de Carson contaban con Carson a la cabeza de un equipo de aventuras en los cuales, junto a sus compañeros participaban en diversas aventuras bajo la superficie de la Tierra, muy al estilo de la novela de Jules Verne Viaje al centro de la Tierra. A su equipo se iban uniendo, Bulldozer Smith, Johnny Blake, y Christie Madison, personajes que serían fundamentales en sus aventuras.
Cave Carson aparecería más adelante como parte de un equipo denominado los Forgotten Heroes en la década de los años 1980. Él y su equipo ayudarían a repeler una invasión extraterrestre, los Apellaxian, los mismos que la Liga de la Justicia en algún momento llegaron a combatir. Ayudarían a los  Demonios Marinos y a Aquaman mediante la búsqueda de una gruta submarina. Los otros atrapados eran un grupo de alienígenas que buscaban salir a la superficie, puesto que eran perjudiciales para la vida marina, puesto estaban en riesgo de contaminar el agua con "mercurio" dentro de la gruta.
Carson aparecía de nuevo como aliado de los Time Masters por primera vez en una miniserie del mismo nombre en 1990.
Por sí mismo, aparecería en solitario ayudando en la  lucha contra el malvado Eclipso en la serie homónima del villano. Siendo también conocido como un aliado de Amanda Waller, lidera un grupo junto a Mona Bennet y Bruce Gordon a través de una serie de pasajes subterráneos hacia el país ficticio de Parador, en el cual Eclipso se había encargado de conquistar y dominar. En dicha historia, el villano le rompe ambas piernas y lo deja cerca al borde de un abismo.
Cave y su equipo ayuda a la Sociedad de la Justicia de América al tratar de rescatar a Sandy de las profundidades de la corteza terrestre. Cave Carson fue mencionado durante los acontecimientos del evento de la serie limitada denominada Crisis Infinita #5, cuando en las noticias de la radio, se hace mención de un terremoto en la India y en Japón que ocurrieron en 2005. Más tarde, durante los acontecimientos del evento de la serie limitada Crisis Final, Cave apareció brevemente en un informe de prensa en la cual el y su tripulación se encontraban bajo una cueva  que yacía bajo el sistema del metro de Nueva York, y que buscaban encontrar de alguna manera explorar la cima del mundo. Como parte de esta excursión, se encontraron dibujos rupestres bajo Manhattan.

### DC's Young Animal
El personaje volvería de nuevo, y esta vez sería relanzado en el año 2016, y sería reinventado para la nueva línea editorial de DC Comics llamada DC's Young Animal. La serie, denominada Cave Carson Has a Cybernetic Eye, está siendo coescrita por Gerard Way (exvocalista de My Chemical Romance) y Jon Rivera, con dibujos de Michael Avon Oeming, siento esta su primera serie propia desde que fue creado el personaje.